# Jacob Hård af Segerstad
Jacob Peter Waldemar Hård af Segerstad, född den 22 juni 1851 i Helsingborg, död den 27 maj 1925 i Södra Sandsjö församling, var en svensk präst. Han var far till botanikern Fredrik Hård af Segerstad.
Hård af Segerstad blev student vid Uppsala universitet 1872 och prästvigdes för Växjö stift 1874. Han blev komminister i Kulltorps pastorat med stationering i Gnosjö församling 1875 och i Åsenhöga pastorat med stationering i Källeryds församling 1880. Hård af Segerstad vann prästerlig befordran och utnämndes till den förste kyrkoherden i Södra Sandsjö enförsamlingspastorat 1887. Han var kontraktsprost i Konga 1920–1925 (lämnade prostsysslan en knapp månad före sin död).